# Club Deportivo Teodoro Gómez de la Torre
El Club Deportivo Teodoro Gómez de la Torre es un equipo de fútbol profesional de Ibarra, Provincia de Imbabura, Ecuador. Fue fundado el 18 de febrero de 2005 y se desempeña en la Segunda Categoría.[cita requerida] Su Sede Administrativa del Club Deportivo Teodoro Gómez de la Torre ubicados en la Av. Teodoro Gómez de la Torre 3-101.
Está afiliado a la Asociación de Fútbol Profesional de Imbabura.

## Palmarés

### Torneos provinciales
| Competición                         | Títulos | Subcampeonatos          |
| ----------------------------------- | ------- | ----------------------- |
| Segunda Categoría de Imbabura (1/4) | 2014.   | 2008, 2009, 2010, 2013. |